# City Lives
『City Lives』（シティーリブズ）は、2023年1月18日から2月1日までフジテレビ（関東ローカル）の「火曜ACTION!」枠にて放送されたテレビドラマ。全3話。
都市に擬態する世界一大きな生物＜街＞と、その保護官をVFXを駆使した映像で描く新感覚SFモキュメンタリードラマ。
原作・脚本・監督は、『viewers:1』で「GEMSTONE」第六回「リモートフィルムコンテスト」グランプリ大賞などを受賞した針谷大吾、小林洋介。
その後、2024年12月14日放送の「世にも奇妙な物語」において、本作の新作が放送された。そちらに関しては世にも奇妙な物語 冬の特別編 (2024年)#City Livesを参照。

## あらすじ
高嶋政宏（本人役）がナビゲーターを務める、『生命のドキュメンタリー　LiVES』が3週に渡って扱うのは、人間の記憶を読み取り、都市に擬態する世界一巨大な生物＜街＞。
1912年、南極で初めて撮影された＜街＞は、その後世界各地で続々と発見された。＜街＞はクジラほどの知性を持ち、人間そっくりの疑似住民を抱えて荒野をさまよう、まだ謎の多い生き物である。
今回番組が取り上げるのは、北海道の原野に生息する中規模の＜街＞・E604。撮影クルーはそこに駐在する唯一本物の人間・都市型生物保護機構の高城（広田亮平）に密着する。
＜街＞が大好きな高城だが、まだE604に馴染めておらず、頻繁に威嚇されている。そんな中、クルーたちは意図せずして、E604が読み取った高城の記憶と想いに触れることになる。

## キャスト
高城準
演 - 広田亮平
＜街＞E604の保護官。
辻みさき
演 - 片山友希
＜街＞N507の保護官。
疑似住民
演 - 橋口勇輝
撮影クルー
演 - 小園優
川井
演 - 松澤可苑
N507に侵入してきた少女。
高嶋政宏
演 - 高嶋政宏（本人役）
ナビゲーター。

## スタッフ
- 企画 - 春名剛生、田中晋太郎
- 原作・脚本・監督 - 針谷大吾、小林洋介
- プロデューサー - 谷口宏幸（サイレントフィルム）、青木卓郎（東北新社）[1]
- 撮影 - 山田晃稔[5]
- 製作協力 - 東北新社[5]
- 製作著作 - フジテレビジョン

## 放送日程
| 話数  | 放送日  | サブタイトル |
| ----- | ------- | ------------ |
| 第1話 | 1月18日 | THEY LIVE.   |
| 第2話 | 1月25日 | THEY REMIND. |
| 第3話 | 2月01日 | THEY LOVE.   |

※第2話、第3話は10分繰り上げ、0時25分 - 0時55分に放送された。

## 制作
企画が本格始動したのは、2022年8月末。1ヶ月後の9月末に脚本の初稿が上がり、撮影は11月下旬から12月頭まで行われた。オンエアは2023年1月17日と決定していたため、VFXに使える期間はおよそ3週間しかなかった。
VFXは全90カット。XORの堀江友則を中心に、LILの木村康次郎、オムニバス・ジャパンの佐藤信吾、近藤晋也らが参加し、つくり上げた。